# Rybnoje (město)
Rybnoje (rusky Рыбное) je město ve Rjazaňské oblasti v Ruské federaci. Při sčítání lidu v roce 2010 mělo přes osmnáct tisíc obyvatel.

## Poloha a doprava
Město leží na pravém, jižním břehu Voži, pravého přítoku Oky v povodí Volhy. Přímo přes město protéká Dubjanka, které se do Voži vlévá severovýchodně od něj.
Od Rjazaně, správního střediska oblasti, pro které je satelitním městem, je Rybnoje vzdáleno přibližně dvacet kilometrů severozápadně. Obě města jsou spojena železniční tratí z Moskvy do Rjazaně otevřenou v roce 1864. Je zde velké seřaďovací nádraží, železniční depo a opravny.
Jižně od města prochází federální dálnice Ural s trasou Moskva–Rjazaň–Tambov–Volgograd–Astrachaň.

## Dějiny
První zmínka je z roku 1597, kdy se jednalo o vesnici Rybino (odvozeno od ryb). Rozvoj obce významně zrychlila výstavba železnice koncem 19. století. V roce 1947 získala status sídlo městského typu a od roku 1961 je městem.

### Rodáci
- Viktor Ivanovič Kosičkin (1938–2012), rychlobruslař